# Женщина из Исдален
Женщина из долины Исдален (норв. Isdalskvinnen) — неизвестная женщина, чьё тело было найдено в долине Исдален вблизи города Берген в Норвегии 29 ноября 1970 года. Благодаря странным обстоятельствам её смерти, напоминающим обстоятельства дела «Тамам Шуд», интерес к личности этой женщины и возможным причинам её смерти не ослабевает и по сей день.
В ходе попыток установить личность женщины из Исдален выяснилось, что она активно путешествовала по Норвегии и другим европейским странам, используя как минимум девять разных псевдонимов. Кроме того, все бирки на её одежде оказались срезаны. Такая тщательность в сокрытии всех обстоятельств, которые могли бы раскрыть настоящее имя этой женщины, заставила предположить, что её смерть могла быть связана со шпионажем.
В 2016 году Норвежская вещательная корпорация (NRK) запустила документальный проект, посвящённый делу загадочной женщины. К делу подключилось норвежское разведывательное управление, учёные из Норвегии, Австрии, Австралии, специализирующиеся на анализе ДНК.

## Обстоятельства находки

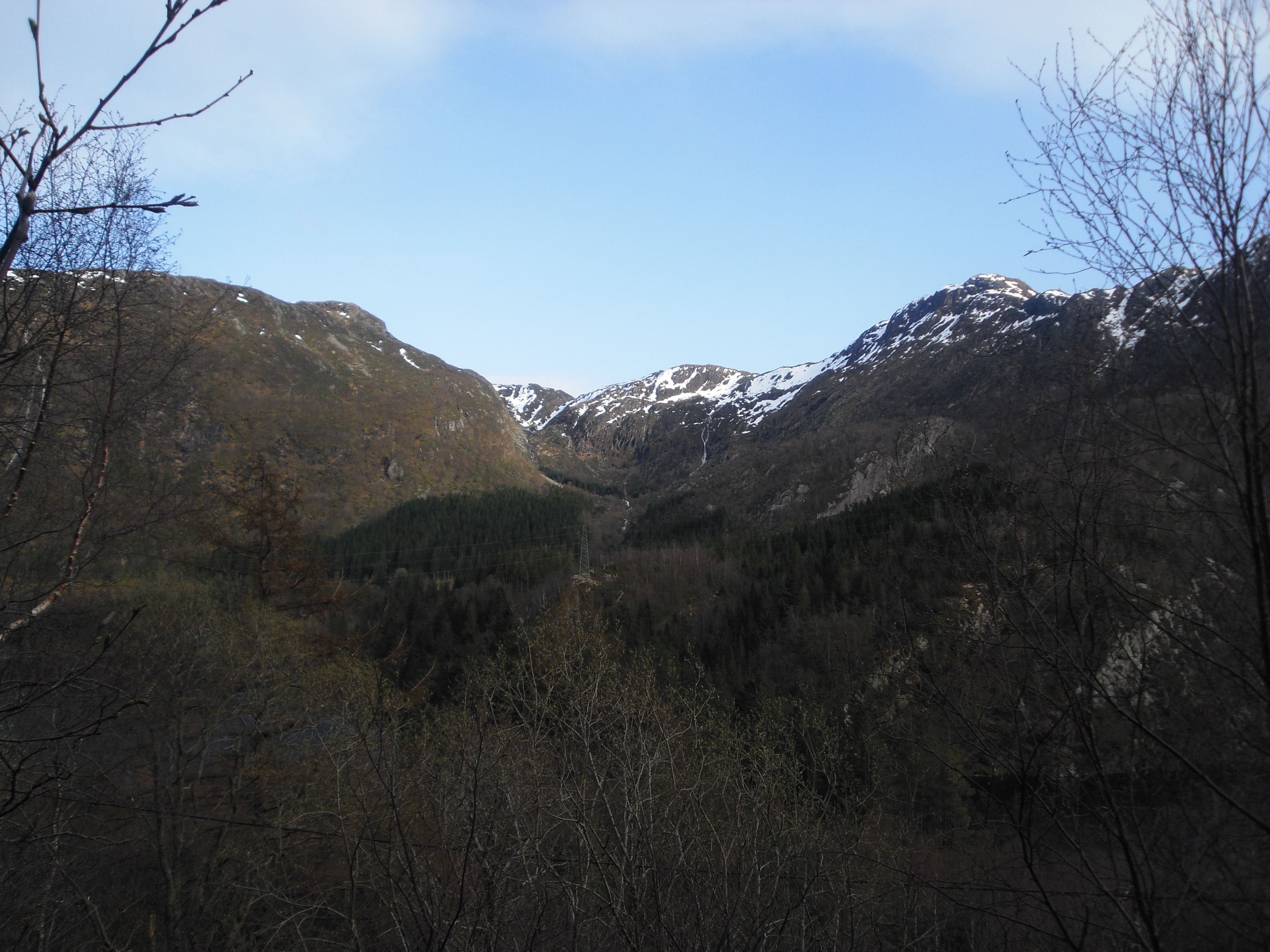
Вид на долину Исдален

29 ноября 1970 года, примерно в 13:15, преподавателем вуза и двумя его дочерьми, отдыхавшими на природе в долине Исдален вблизи горы Ульрикен, был найден частично сгоревший труп женщины без какой-либо одежды на нём. Рядом с ним была найдена бутылка из-под ликёра, две пластиковые бутылки, пахнущие бензином, склянка с большим количеством таблеток снотворного «Fenemal», серебряная ложка и остатки сожжённого паспорта.
В связи с находкой снотворного на месте события, в официальном рапорте полиции причина смерти была указана как «самоубийство». Но обстоятельства находки, и в особенности тот факт, что при вскрытии тела были обнаружены следы удара тупым предметом в область шеи, поставили этот вывод под большое сомнение.

## Расследование

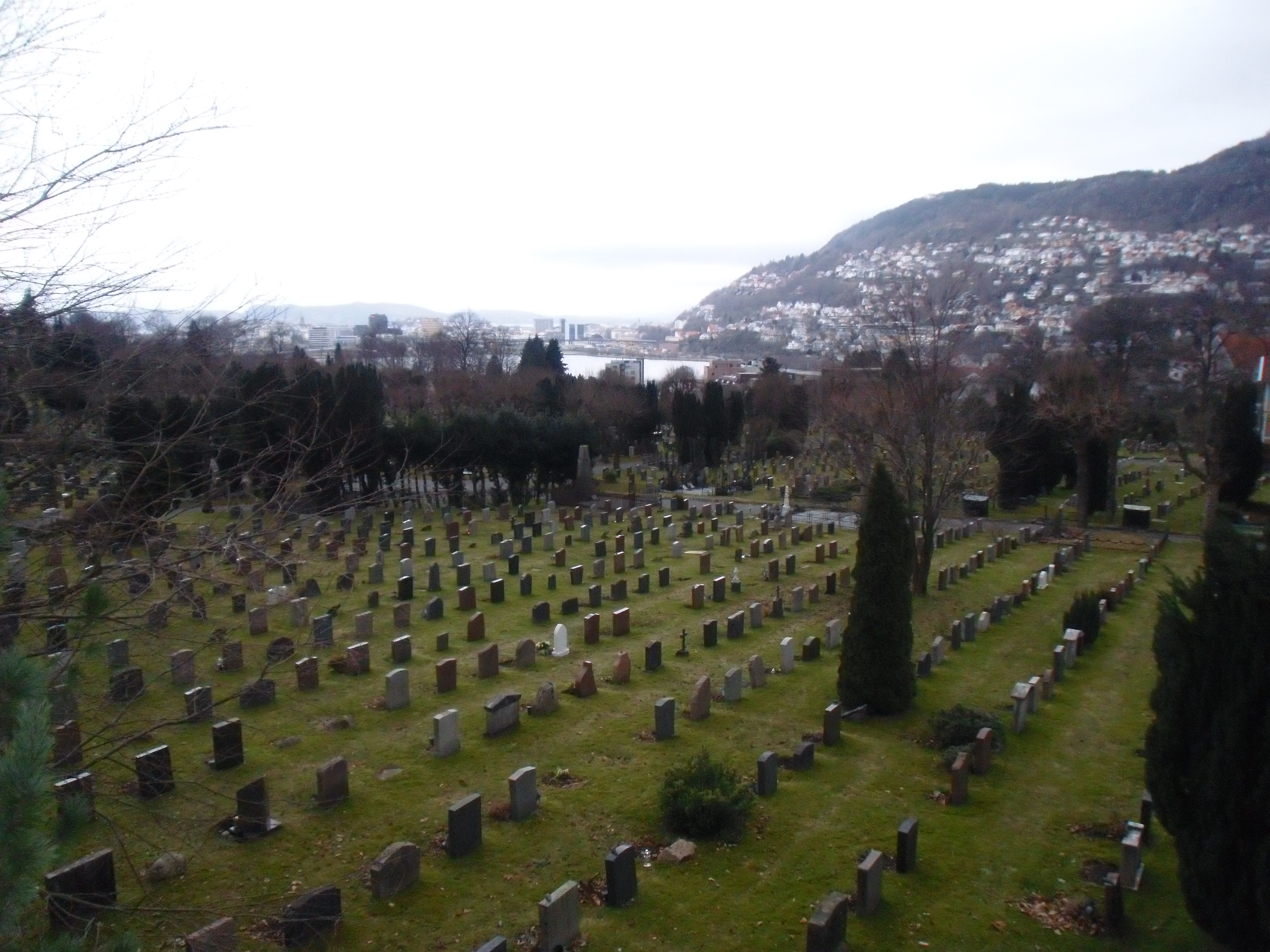
Кладбище, на котором была похоронена женщина из Исдален.

Сотрудники железнодорожной станции опознали жертву как владелицу двух чемоданов, лежавших в камере хранения станции с 23 ноября. В чемоданах была найдена подборка одежды «в итальянском стиле» (по словам продавцов одежды, опрошенных полицией) со срезанными этикетками, парик, несколько серебряных ложек и пар очков, 500 немецких марок и 130 норвежских крон, и чёрная записная книжка с набором шифрованных записей. Позднее следствию удалось расшифровать эти записи, в которых содержались сведения о местах, посещенных этой женщиной. Как выяснилось, в 1970 году она путешествовала по Европе как минимум под девятью вымышленными именами, а также использовала парики, чтобы затруднить своё опознание.
Также выяснилось, что незадолго перед смертью она останавливалась в нескольких бергенских гостиницах (опять же под вымышленным именем), представляясь как «путешествующая коллекционер антиквариата». Свидетели описали её как хорошо выглядящую женщину 30–40 лет, около 164 сантиметров ростом, с широкими бёдрами. Она неоднократно меняла номера в гостиницах, требуя номер с балконом, и, судя по её заказам, очень любила кашу с молоком. Она говорила по-немецки, по-английски, по-фламандски и по-французски с акцентом, который ни один из свидетелей не смог однозначно распознать. Последний раз живой её видели утром 23 ноября, когда она покинула гостиницу. Один из свидетелей рассказал, что слышал, как она сказала по-немецки неизвестному мужчине в холле гостиницы: «Я скоро приду» («нем. Ich komme bald»).
Фотороботы жертвы были опубликованы в СМИ и разосланы в различные европейские страны через Интерпол, но несмотря на все усилия, установить её личность так и не удалось. Кожа на кончиках её пальцев оказалась стёртой — явно для того, чтобы сделать невозможным дактилоскопирование. Тем не менее, удалось обнаружить отпечатки пальцев на осколке стекла неподалеку от места находки тела, но у полиции не было уверенности, что эти отпечатки принадлежат именно ей. Анализ зубов женщины также не дал ничего определённого, кроме того, что она посещала зубного врача где-то в Латинской Америке.
Срок давности по уголовному делу истёк в 1995 году.
В 2018 году, после исследования изотопного состава зубов женщины, эксперты установили её год рождения как 1930 с точностью в 4 года, и со 100 % уверенностью — раньше 1944 года (сама она утверждала при заселении в гостиницы, что родилась в 1942 году). Предположительное место рождения — юг Германии (окрестности Нюрнберга), а через несколько лет после рождения она жила в регионе на границе Германии и Франции. Это также подтверждается результатами графологической экспертизы, которые указывают на то, что она обучалась письму во франкоязычной стране. Если она действительно родилась около 1930 года, то ее семья могла принадлежать к большому количеству эмигрировавших из Германии после прихода Гитлера к власти (евреев, цыган и др.). Если она всё же родилась во второй половине 1930-х годов, то эмиграция могла быть связана с событиями Второй мировой войны. По мнению экспертов, нет никаких шансов на то, что ее родители до сих пор живы, а вскрытие показало, что у нее не было детей, но тем не менее есть некоторые шансы на то, что у нее есть ныне живущие братья или сёстры, которые могут помочь в установлении её личности. В деле о её убийстве эксперты склоняются к версии о шпионаже (в том числе потому, что им удалось найти свидетеля, который видел женщину, похожую на неё, в ресторане в штаб-квартире НАТО в Брюсселе за несколько лет до событий в Бергене), и считают, что она могла быть завербована вскоре после окончания Второй мировой войны, когда ей было 19–20 лет.

### Хронология событий
- 20 марта 1970 года — женщина, позже найденная мёртвой в Исдален, приезжает в Осло из Женевы;
- 21–24 марта — живет в Hotel Viking под именем «Genevieve Lancier»;
- 24 марта — переезжает в Ставангер, затем в Берген, останавливается на ночь в Hotel Bristol под именем «Claudia Tielt»;
- 25 марта – 1 апреля — живёт в гостинице Scandia под тем же именем;
- 1 апреля — переезжает из Бергена в Ставангер, затем в Кристиансанд, после чего в течение полугода не появляется в Норвегии. Из Кристиансанда она отправляется в Хиртсхальс, затем в Гамбург и Базель;
- 3 октября — приезжает из Стокгольма в Осло, оттуда в Оппдал, где остаётся на ночь в гостинице вместе с итальянским фотографом Джованни Тримболи, который ранее был замечен обедающим с ней в отеле «Александра[англ.]» (коммуна Стрюн). По его словам, эта женщина утверждала, что она родом из небольшого городка в ЮАР к северу от Йоханнесбурга, и что у неё есть 6 месяцев на то, чтобы посетить все самые красивые места в Норвегии. Больше ничего полезного для следствия он сообщить не смог;
- 22 октября — останавливается в Hotel Altona в Париже;
- 23–29 октября — живёт в Hotel de Calais в Париже;
- 29–30 октября — переезжает из Парижа в Ставангер, затем в Берген;
- 30 октября – 5 ноября — живёт в отеле «Нептун» под именем «Alexia Zerner-Merches», там встречается с неизвестным мужчиной;
- 6 по 9 ноября — живёт в отеле «Бристоль» (Тронхейм) под именем «Vera Jarle»;
- 9 ноября — переезжает из Тронхейма в Ставангер через Осло, и останавливается в Hotel St. Svitun под именем «Fenella Lorch»;
- 18 ноября — отправляется на корабле Vingtor в Берген, где останавливается в отеле «Розенкранц» под именем «Elisabeth Leenhower» из Бельгии;
- 19–23 ноября — живёт в отеле «Хордахеймен» в Бергене, старается не покидать своего номера и выглядит осторожной;
- 23 ноября — утром расплачивается наличными и покидает отель на такси, после чего приезжает на железнодорожную станцию в Бергене и кладет два места багажа в камеру хранения;
- 29 ноября — её находят мертвой в долине Исдален.

### Дополнительные факты
24 ноября 1970 года, за 5 дней до обнаружения тела в долине Исдален, 26-летний местный житель Кетиль Кверсой отправился на прогулку с друзьями в те же места. Там он увидел женщину, чьё лицо было искажено страхом, в компании двух мужчин «средиземноморской» внешности в чёрных пальто. Когда она заметила свидетеля, то открыла рот, собираясь что-то сказать — но в последний момент, видимо, испугалась реакции со стороны мужчин. Все трое выглядели как иностранцы, причём женщина была одета элегантно, но явно не для прогулки на природе.
Когда он узнал о находке в долине, то немедленно обратился в полицию и опознал женщину по фотороботу. Но, по его словам, полицейские сказали ему: «Забудь о ней, это дело никогда не будет раскрыто» (норв. Glem henne, hun ble ekspedert. Saken blir aldri oppklart), в результате чего он решил обнародовать свой рассказ о случившемся только 32 года спустя.
Во второй половине 2010-х годов, в 40 метрах от того места, где был найден труп женщины, на глубине 15 сантиметров под землёй с помощью металлоискателя была обнаружена женская сумка. Экспертиза установила, что сумка действительно пролежала в земле 50 лет, но ничего из её содержимого не уцелело.